# Sarothrura
Sarothrura is een geslacht van vogels uit de familie Sarothruridae (pluisstaartrallen of donsstaartrallen). Deze familie werd heel lang beschouwd als een onderfamilie van de rallen, koeten en waterhoentjes (rallidae). DNA-onderzoek naar de taxonomie van de vogels na de eeuwwisseling wees uit dat deze groep weliswaar tot de orde van de Gruiformes behoorde, maar minder verwant was aan de rallidae en eerder verwant was aan de fuutkoeten (Heliornithidae). Het geslacht telt 9 soorten. In het Afrikaans worden de vogels vleikuikens genoemd.

## Taxonomie
- Sarothrura affinis  – Strepenral
- Sarothrura ayresi  – Witvleugelral
- Sarothrura boehmi  – Böhms ral
- Sarothrura elegans  – Bruinvlekral
- Sarothrura insularis  – Hovaral
- Sarothrura lugens  – Ugallaral
- Sarothrura pulchra  – Parelvlekral
- Sarothrura rufa  – Roodborstral
- Sarothrura watersi  – Bartletts ral